# Wervik
Ne doit pas être confondu avec Wervicq-Sud ou Verviers.
Wervik, également écrit Wervicq en français (prononciation : /wɛʁ.vik/, en picard : Wervi), est une ville néerlandophone de Belgique située en Région flamande dans la province de Flandre-Occidentale. Elle inclut les anciennes communes de Geluwe et de Wervik, compte environ 19 000 habitants et se trouve sur la rivière la Lys qui forme la frontière avec la France et la commune de Wervicq-Sud.
En 2018, la ville fête ses 2 050 ans d'existence.

## Toponymie
Connue à l'époque romaine sous Viroviacum ou Viroviaciim. Le nom est Wervicq en français, et Wervik en néerlandais et allemand.
Le nom de la localité est attesté sous les formes, :
- Viroviacum (IIIe siècle) ;
- Wervi, 1090, 1114 ;
- Wervhec, 1143 ;
- Wervecke, 1198 ;
- Wervek, 1268 ;
- Wervy, 1480.

## Histoire

### Époque gallo-romaine
Wervik est une des plus vieilles villes de Belgique, qui était déjà connue sous les Romains.
En l'an 58 avant Jésus Christ commença la conquête de la Gaule qui dura 8 ans par le consul Jules César. C'est à cette période que les romains installèrent un camp romain[réf. nécessaire].
On trouve trace de Vironimo ou Viroviacum sur les cartes romaines car elle se trouvait sur la voie romaine menant de Cassel (Castellum Menapiorum) à Tournai (Turnaco)[réf. nécessaire].
Wervik est également citée sur l’itinéraire d’Antonin le Pieux (IIe siècle), puis plus tard sur la table de Peutinger. Le bourg est alors assimilé à Viroviacum, relais sur la grande voie romaine reliant Boulogne à Cologne.
Il s’ensuit une période sombre, correspondant à l’agonie de l’Empire romain qui subit les invasions des tribus germaniques s’installant en Gaule. À partir du IVe siècle, Wervik disparait peu à peu des mémoires.

### Moyen Âge
En 1070, la comtesse Richilde de Hainaut a complètement dévasté la commune[Quoi ?].
Les temps médiévaux apportèrent de la prospérité dans l'industrie du lin, du drap et des draperies. L’histoire du tissage à Wervik comme chez sa voisine, Comines, remonte au XIIe siècle. Vers 1150, lorsque des drapiers en surnombre à Ypres, investissent la vallée de la Lys, ils y trouvent notamment, une voie de communication les reliant aux grandes villes de l’époque (Ypres et Lille).
Très vite, à Wervik comme à Comines et Menin, la qualité des produits est reconnue et valorisée sur les marchés, notamment via une compagnie italienne : les Datini. Wervik est alors un arrière fief de la seigneurie de Comines et retrouve son lustre passé grâce au développement de sa draperie qui devient un produit très recherché à cette période.
On l'expédie sur tous les autres continents connus à cette époque. La ville s’enrichit et le célèbre chroniqueur Froissart la décrit comme « une grosse ville avec hostels tous plains de draps, de pennes, d’or et d’argent ».
L'église Saint-Medard, érigée à cette époque, est l'une des plus grandes églises de la province de Flandre-Occidentale en différents styles (roman, gothique.).
Cette phase positive s’arrête au XIVe siècle où s’ouvre une ère beaucoup plus malheureuse.
En 1327, la ville est assiégée par les troupes de Philippe de Valois et partiellement détruite.
Plus tard, dans le conflit qui oppose Charles VI de France aux insurgés flamands, Wervik est en 1382, un avant-poste de l'armée de Philippe van Artevelde lors de la bataille de Roosebeke. La rébellion ayant échoué, la cité est livrée au pillage et réduite en cendres. L'église Saint Médard est complètement reconstruite.
Elle n'était pas encore entièrement rebâtie quand un feu immense détruisit la ville vers 1400.
La Flandre subit directement l'étouffement économique orchestré par le roi de France, Louis XI : Disettes et crise économique se conjugue et frappe de plein fouet le comté. Les communes voisines doivent faire face à toutes sortes de fléaux : épidémies de peste, incendies, guerres et nombreux pillages, notamment en 1419 et 1436.
À la suite des départs des financiers italiens, la draperie wervicquoise ne s’en remet pas.
L'industrie drapière étant frappée par la crise, c'est la culture du tabac qui donne à ce moment-là, une grande renommée à Wervik.

### Époque moderne
Au milieu du XVIe siècle, Wervik vit une période d'accalmie mais sa prospérité décline.
Les ducs de Bourgogne de la Maison de Valois incorporent progressivement le comté de Flandres au sein d'un vaste ensemble qui regroupe bientôt tous les « bas pays au bord de la mer. »
Puis, Charles Quint, natif de Gand, hérite des ambitions bourguignonnes et fédère une Flandre déclinante aux Dix-Sept Provinces, en 1548. Le comté est ainsi formellement rattaché au Saint-Empire.
Dans la vallée de la Lys, les malheurs du siècle précédent ont fait naître de nouvelles idées sociales et religieuses, comme les doctrines de Luther et Calvin, qui trouvent, sous l’influence des Gueux, une terre favorable.
Cette audace vaut aux cités une répression sanglante : Elle est marquée par une vague d’exécutions, menée au nom du roi d’Espagne de 1566 à 1573, puis, par la destruction de Wervik lors de la guerre des mécontents en 1578 : la ville est dévastée par le feu et la population est obligée de se sauver.
Les guerres d’annexion de Louis XIV au XVIIe siècle font subir de nouveaux aléas à l’agglomération. C’est également à la suite des conquêtes du roi de France que la Lys va devenir une frontière naturelle entre parties Nord et Sud.
Avant ces évènements, alors que le comté de Flandre appartient encore aux Pays-Bas espagnols, Wervicq-Nord est rattachée à la châtellenie d’Ypres et Wervicq-Sud à la châtellenie de Lille. Mais les deux Wervicq ne forment qu’une seule cité.
Ce n'est que bien plus tard que les villes jumelles sont séparées, trois traités vont sceller leur sort :
- En 1668, le traité d'Aix-la-Chapelle conclu par Louis XIV cède les territoires au Nord de la rivière, à l'Espagne rattachant la partie sud, à la France. La partie Nord est toutefois, brièvement rattachée à la France, par le traité de Nimègue, en 1678.
- La paix d'Utrecht (1713) donne les Pays-Bas méridionaux à l'Autriche de Charles VI. Elle rétablit la frontière sur la Lys. La partie Nord se retrouve dès lors sous influence autrichienne.

La situation économique s'améliore quelque peu. Les Pays-Bas autrichiens vont vivre une période de paix et de prospérité. Wervik en profite pour se développer.

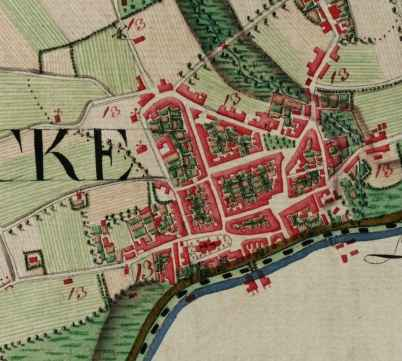
Wervicq(-Nord) en 1777 sur la carte de Ferraris

### Époque contemporaine

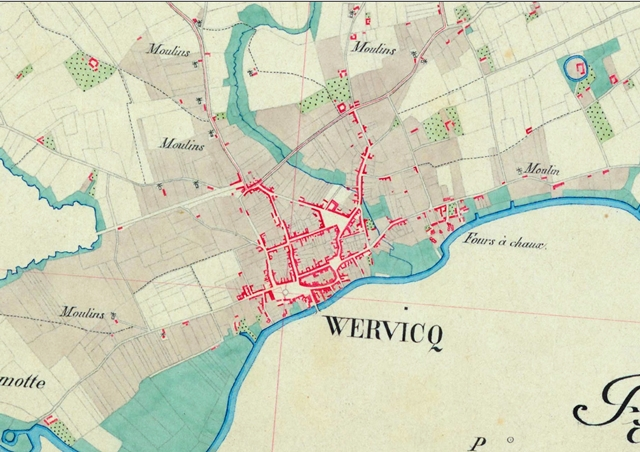
Carte de Wervik et ses moulins.

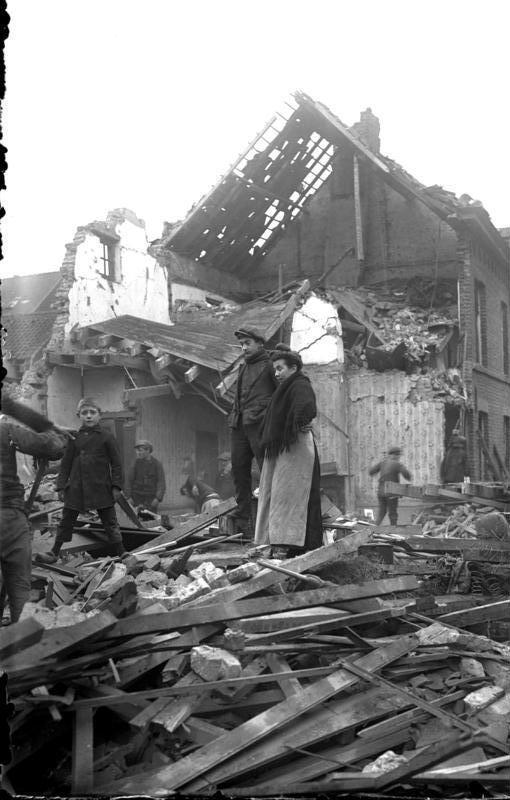
Après l'attaque allemande de mai 1916.

En 1787, la révolution brabançonne se produit, en rejet des réformes de l'Empereur Joseph II d'Autriche. À la suite de quoi, la déchéance de Joseph II est annoncée et un traité d'union est réalisé dans les plus brefs délais.
C'est l’avènement des États belgiques unis qui s'effondreront à leur tour en 1790.
Le glas définitif du comté sonne en 1795, date à laquelle, après la guerre (1792-1794) et la conquête française (1794), il est transformé en deux départements français : l'Escaut et la Lys. Le sort de la Flandre comme des autres provinces belges allait rester lié à l’histoire de la France pour une période de 20 ans. À Wervik, l'église Saint-Médard est de nouveau réduite en cendres (1794)
Le département de la Lys correspond au territoire de la province de Flandre-Occidentale. Wervik comme le reste du département se retrouve sous tutelle française jusqu'au 30 mai 1814, date de sa suppression.
À la chute de l'Empire napoléonien, et à la suite du congrès de Vienne (1815), Wervik est incorporé comme toute la Flandre, au royaume uni des Pays-Bas, puis en 1830, au royaume de Belgique.
L'industrie textile connait un essor : le travail de la laine occupe près de 400 000 ouvriers et ouvrières, lesquels pratiquaient encore le filage à la main, à domicile, dans les petites villes et les villages de Flandre dont Wervik.
De 1845 à 1850, une maladie de la pomme de terre réduit la récolte annuelle de 87 % et provoque en Flandre une disette affreuse. Comme le raconte, un témoignage de l'époque : « Des milliers d’individus furent réduits à ne manger, en guise de plat chaud, qu’une soupe préparée avec de la verdure de navets et un peu de farine. Les plus pauvres faisaient cuire des épluchures de pommes de terre tandis qu’au marché on se disputait les peaux, les têtes et les viscères des poissons. »
Parallèlement, l’industrie gantoise qui s’est modernisée beaucoup plus tôt traverse des crises et licencie en grand nombre. Cela provoque l'exode dès 1850, d'un grand nombre de travailleurs frontaliers qui poussés par le développement de l'industrie textile, dans le Nord de la France, vont s'installer à Lille, Roubaix, Tourcoing…... Wervik voit partir un grand nombre d'ouvriers.
En effet, les industriels vont recruter cette main d’œuvre qui a l’habitude de travailler en usine et qui accepte des rémunérations plus faibles. Les flux migratoires sont essentiellement alimentés par les provinces flamandes qui connaissent alors un sous-développement social et économique chronique. L'intégration n’est cependant guère aisée pour des raisons qui tiennent à la langue et à la religion.
À partir de 1870, avec l’avènement des machines à vapeur, les manufactures textiles prennent le relais des métiers manuels qui permettent une meilleure productivité et vont se développer plus rapidement avec l’arrivée du train au XIXe siècle (depuis Lille).
Il faut préciser que la mise en service du train, en 1853 et 1854, est réalisée par la Société des chemins de fer de la Flandre-Occidentale (FO) concessionnaire et exploitante, de Courtrai à Poperinge.
En 1853, c'est la mise en service de la section de Courtrai à Wervik (17,266 km) puis de Wervik à Comines (3,677 km).
Wervicq est officiellement dotée d'une gare, le 15 janvier 1853.
L’activité connaît une période florissante jusqu'en 1914

### De 1914 à aujourd'hui
La ville a subi la Première Guerre mondiale. Au cours du conflit, Wervik se trouve sous autorité allemande pendant près de 4 ans : Les troupes allemandes après un court combat avec des gendarmes français et belges, entrent dans la cité, le 5 octobre 1914.
Wervik est la première ville majeure sous contrôle allemand, juste devant le front de l'Ouest. Les soldats allemands sont logés chez l'habitant et les blessés sont soignés au sein de l’hôpital installé dans l'église Saint-Medard. La population est forcée de travailler pour les Allemands et d'opérer divers travaux de tranchées.
N'étant pas loin du front, plusieurs fois exposées aux bombardements, Wervik est évacuée en mai 1917 avant d’être totalement détruite lors des combats entre les Anglais et les Allemands.
À l'Armistice, une fois le calme revenu, la nécessité de reconstruire la ville s'imposa. L'architecte et urbaniste Huib Hoste fut chargé du chantier et privilégia l'aspect fonctionnel des bâtiments.
En mai 1940, Anglais et Allemands s’affrontent de nouveau lors de la bataille de la Lys et de la bataille du Canal Ypres-Comines. Les écluses et les ponts sont détruits. Comines et Wervik sont occupées par les troupes allemandes.
Les troupes britanniques et canadiennes, accueillies en libératrices, entrent finalement dans Wervicq-Sud, puis dans Wervik, le 4 septembre 1944.
Un nouveau pont franchissant la Lys et reliant Wervik et Wervicq-Sud, est inauguré le 11 septembre 1955.
Lors de la fixation de la frontière linguistique, le hameau de Kruiseyck est détaché de Comines et rattaché à Wervik pour ne pas devoir changer de province.
En 2018, les deux villes fêtent leurs 2050 ans d'existence en inaugurant un nouveau pont.

## Géographie

### Sections de la commune
Outre Wervik-centre, la commune comprend la section de Geluwe, située au nord-est, près de l'agglomération de la ville de Menin. Le hameau rural de Kruiseyck se trouve au nord de Wervik.
| # | Section     | Superf. (km²) | Habitants (2020) | Habitants par km² | Code INS |
| - | ----------- | ------------- | ---------------- | ----------------- | -------- |
| 1 | Wervik (I)  | 22,57         | 12.092           | 536               | 33029A   |
| 2 | Geluwe (II) | 21,21         | 6.808            | 321               | 33029B   |

### Carte

Sections de Wervik et voisines et communes françaises voisines. Les zones en jaune représentent les agglomérations.

### Localités
- Wervik: Kruiseyck

### Communes limitrophes
La commune de Wervik jouxte les sections et communes suivantes :
- a. Comines (commune de Comines-Warneton)
- b. Zandvoorde  (commune de Zonnebeke)
- c. Geluveld (commune de Zonnebeke)
- d. Beselare (commune de Zonnebeke)
- e. Dadizele (commune de Moorslede)
- f. Moorsele (commune de Wevelgem)
- g. Menin (ville de Menin)
- h. Halluin
- i. Bousbecque
- j. Wervicq-Sud
- k. Comines

| Zonnebeke        |                                 | Moorslede      |
| Comines-Warneton | Wervik                          | Wevelgem Menin |
| Comines (F)      | Wervicq-Sud (F), Bousbecque (F) | Halluin (F)    |

## Démographie

### Évolution démographique: Avant la fusion des communes
- Sources : INS, Rem. : 1831 jusqu'en 1970 = recensements, 1976 = nombre d'habitants au 31 décembre[9].

### Évolution démographique: Commune fusionnée
- Source: DGS , de 1831 à 1981=recensements population; à partir de 1990 = nombre d'habitants chaque 1 janvier[10]

## Transports
- Gare de Wervik

## Politique et administration

### Jumelages
- Harelbeke (Belgique)
- Wervicq-Sud (France)

## Culture

### Tabac
Wervik est connue pour son tabac et son musée du tabac Nationaal Tabaksmuseum,.

### Moulins
Wervik compte deux moulins restaurés qui fonctionnent tous les dimanches d'été :

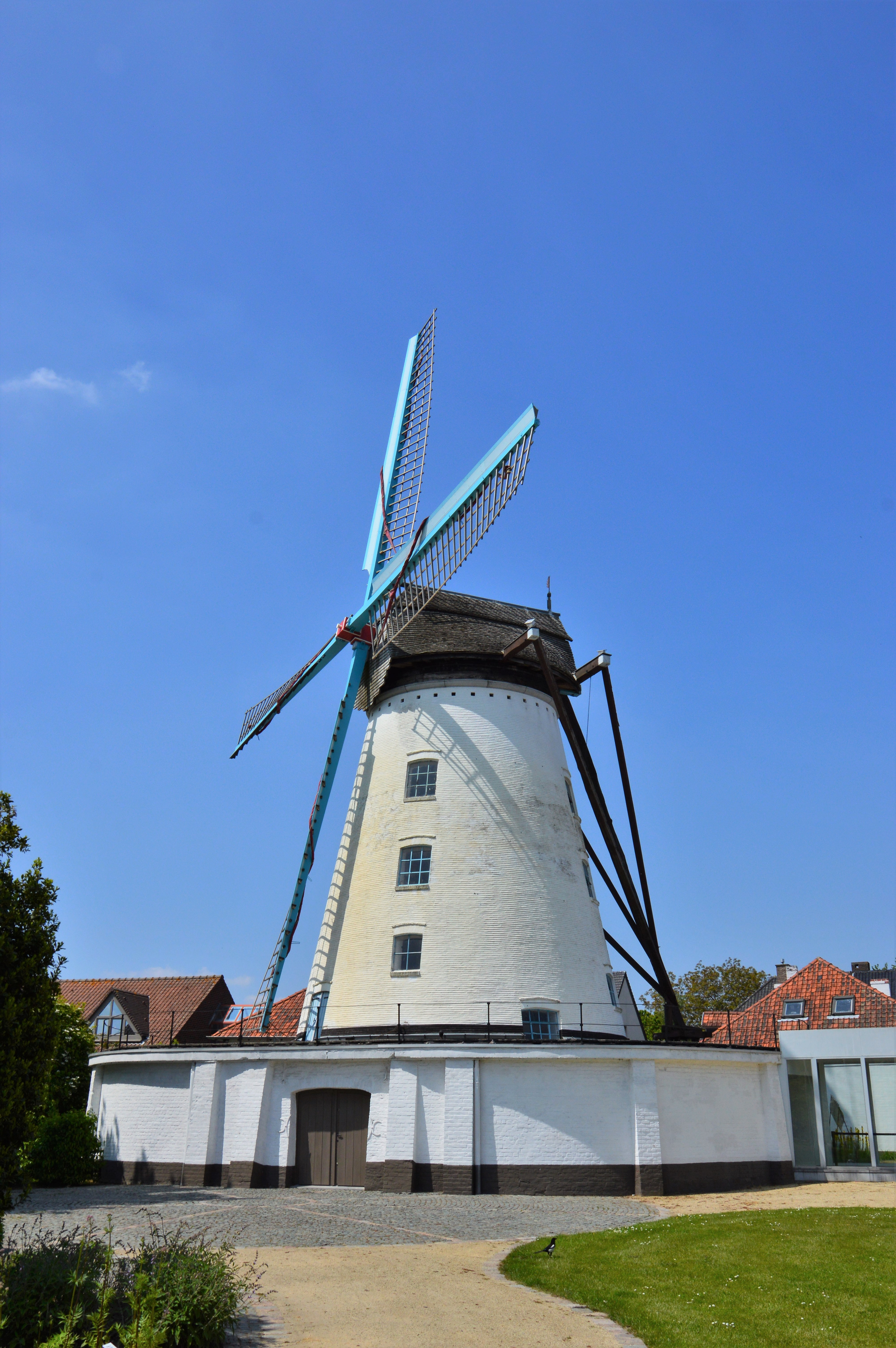
Briekenmolen

- le Kruisekemolen, moulin en bois datant de 1796 et restauré de 1994 à 1997. Il se tenait initialement à Lauwe avant d'être déménagé en 1922 à Wervik.
- le Briekenmolen, moulin en brique datant de 1783 et restauré de 1994 à 1995. Ce moulin est le cadre du film Le Dancing de Ronny Coutteure.

## Héraldique
|  | La ville possède des armoiries qui lui ont été octroyées le 20 octobre 1819 et confirmées le 16 novembre 1842 et avec une couronne murale le 7 mai 1985. Elles sont déjà visibles sur le plus ancien sceau de la ville, datant de la fin du XVe siècle . Elles sont également utilisées par les seigneurs de Wervy au XVIe siècle. La famille de Wervy était des seigneurs du manoir de Wervicq depuis le début du XVe siècle et il est donc probable que les armoiries de la ville proviennent des armoiries de la famille. Tous les sceaux et images postérieurs ont montré le même écu, mais au cours des siècles, différents supports ont été utilisés, tels qu'un saint de l'évêque derrière l'écu ou deux coqs. Ce blason est presque identique à celui de Wervicq-Sud en France, les deux Wervicq étant rassemblés jusqu'au règne de Louis XIV. Blasonnement : D'or à une bande de gueules accompagnée de six roses du même en orle. L'écu sommé d'une couronne murale de cinq tours d'or. Source du blasonnement : Heraldy of the World. |

## Wervicquois connus

### Nés à Wervik
- Yves Leterme, homme politique, Premier ministre belge
- Ronny Coutteure, acteur, compositeur, écrivain, présentateur
- Wim Delvoye, artiste sculpteur
- Guilhelmus Lapidanus, humaniste médiéval
- Joseph Demuysere, coureur cycliste connu des années 1930, gagnant Milan-San Remo et beaucoup d'étapes dans le Tour de France
- Gaston Durnez, auteur, écrivain, rédacteur
- Diederik van Gherbode/Thierry Gherbode, diplomate médiéval à la cour des comtes de Flandre
- Sam Bennett, cycliste[13]

## Galerie

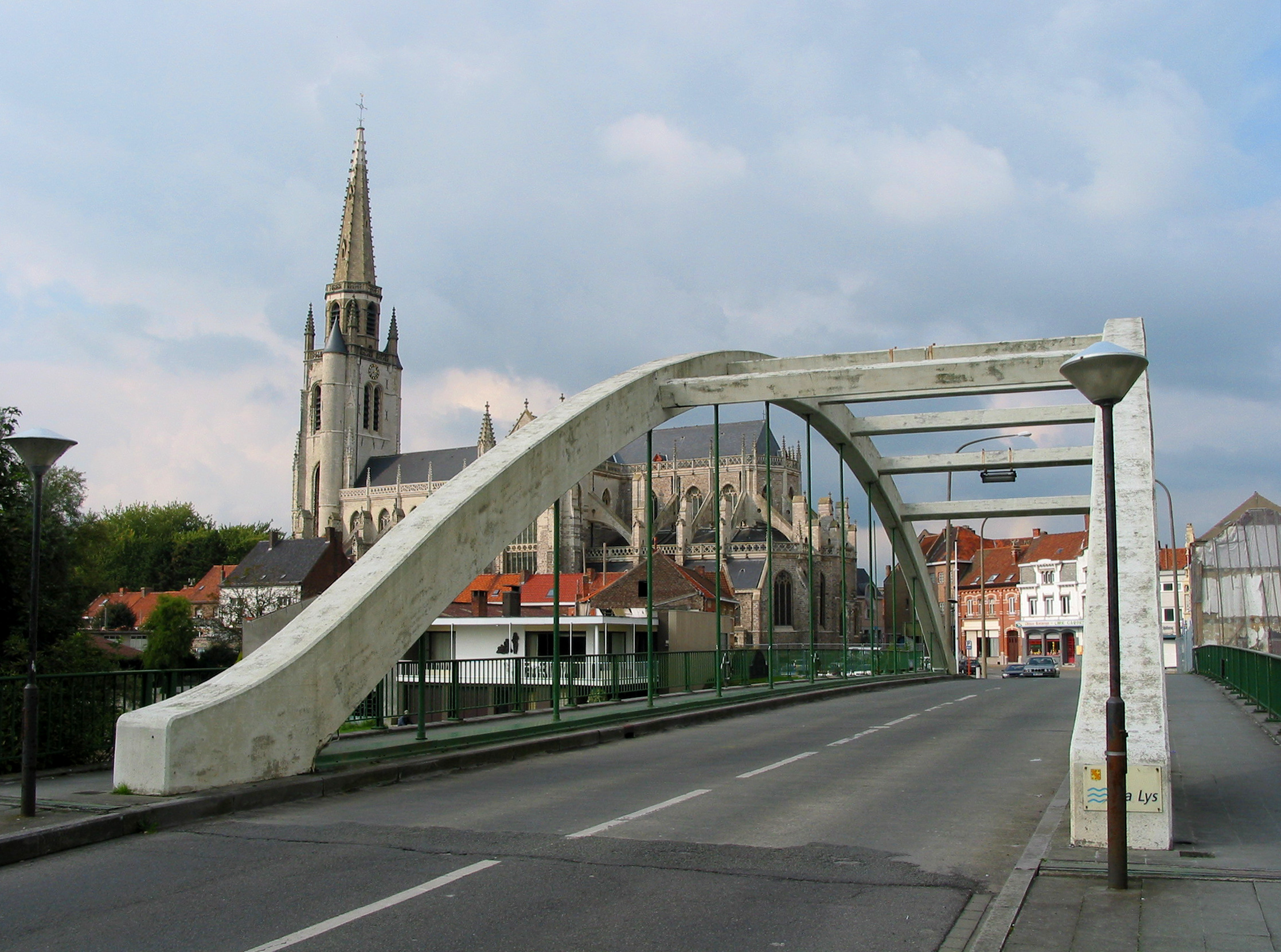
Le pont sur la Lys et l'église Saint-Médard.
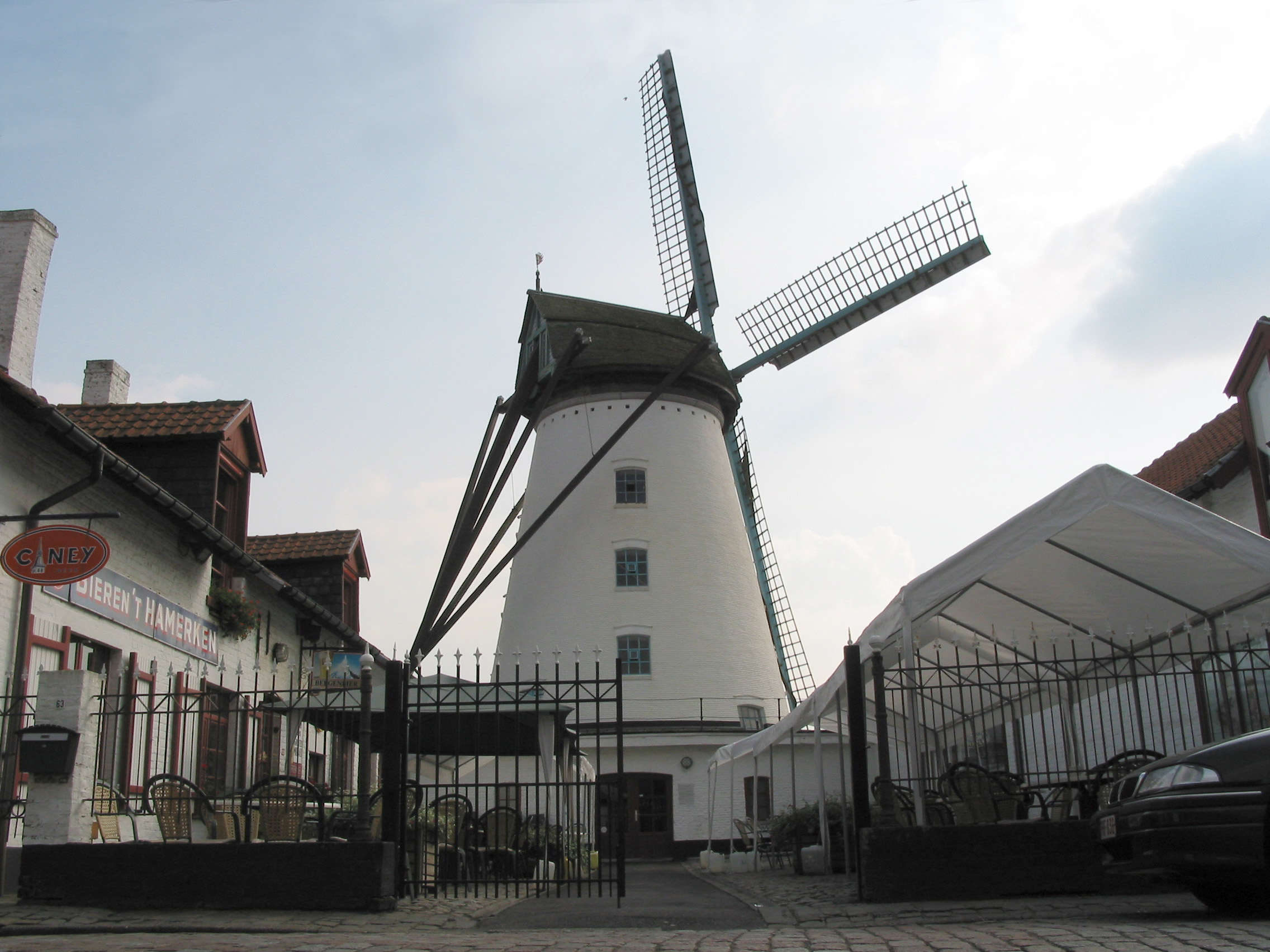
Le moulin Briekenmolen
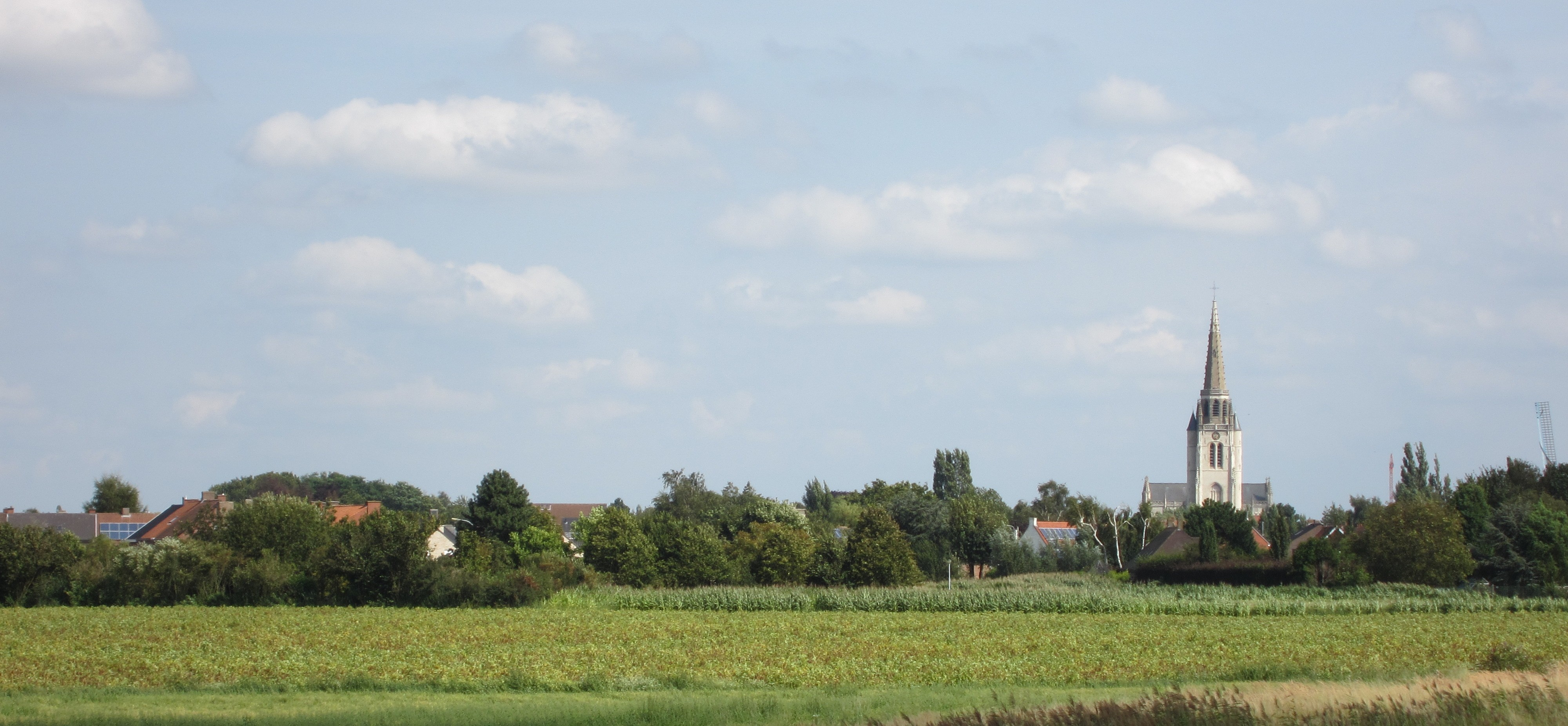
Vue panoramique.
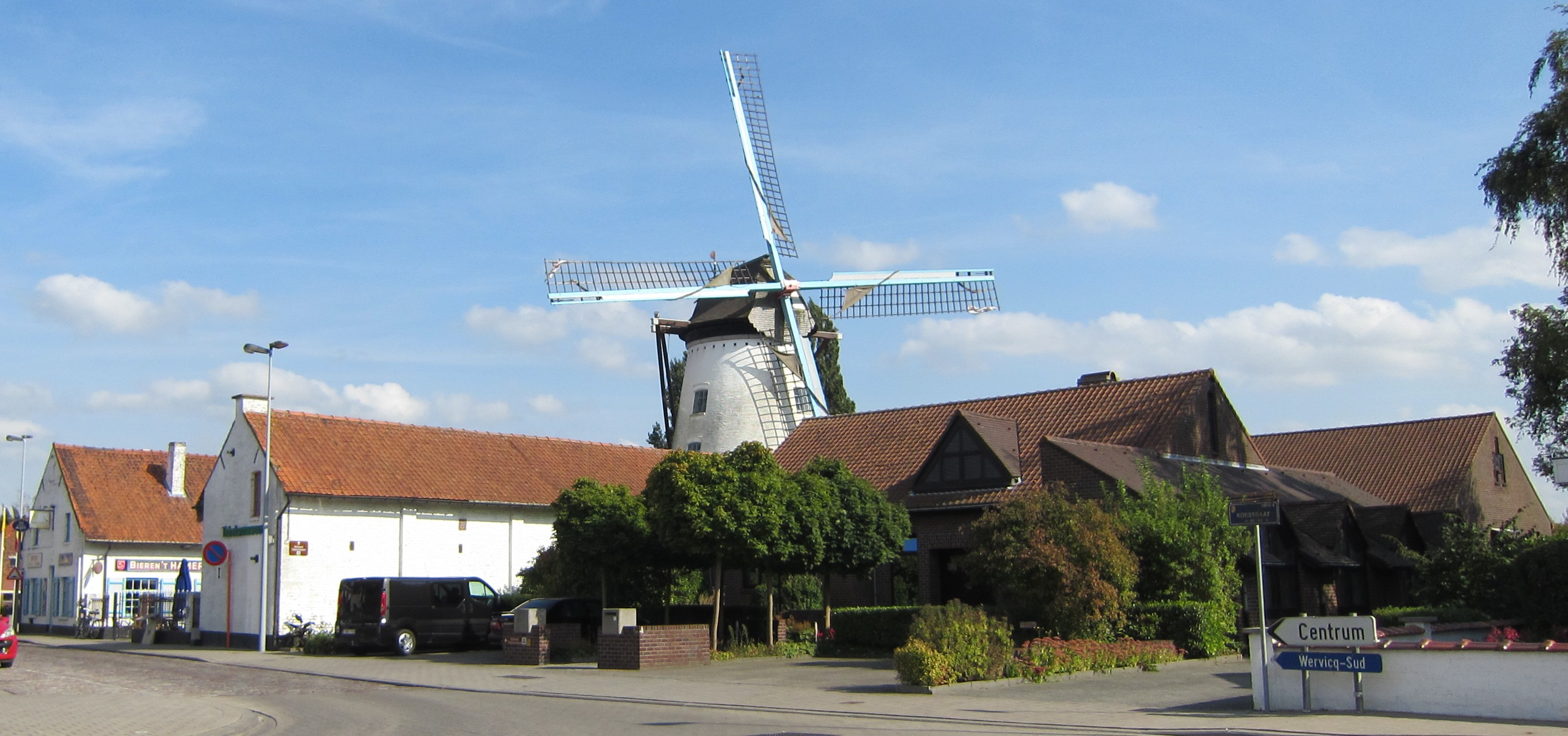
Le moulin.
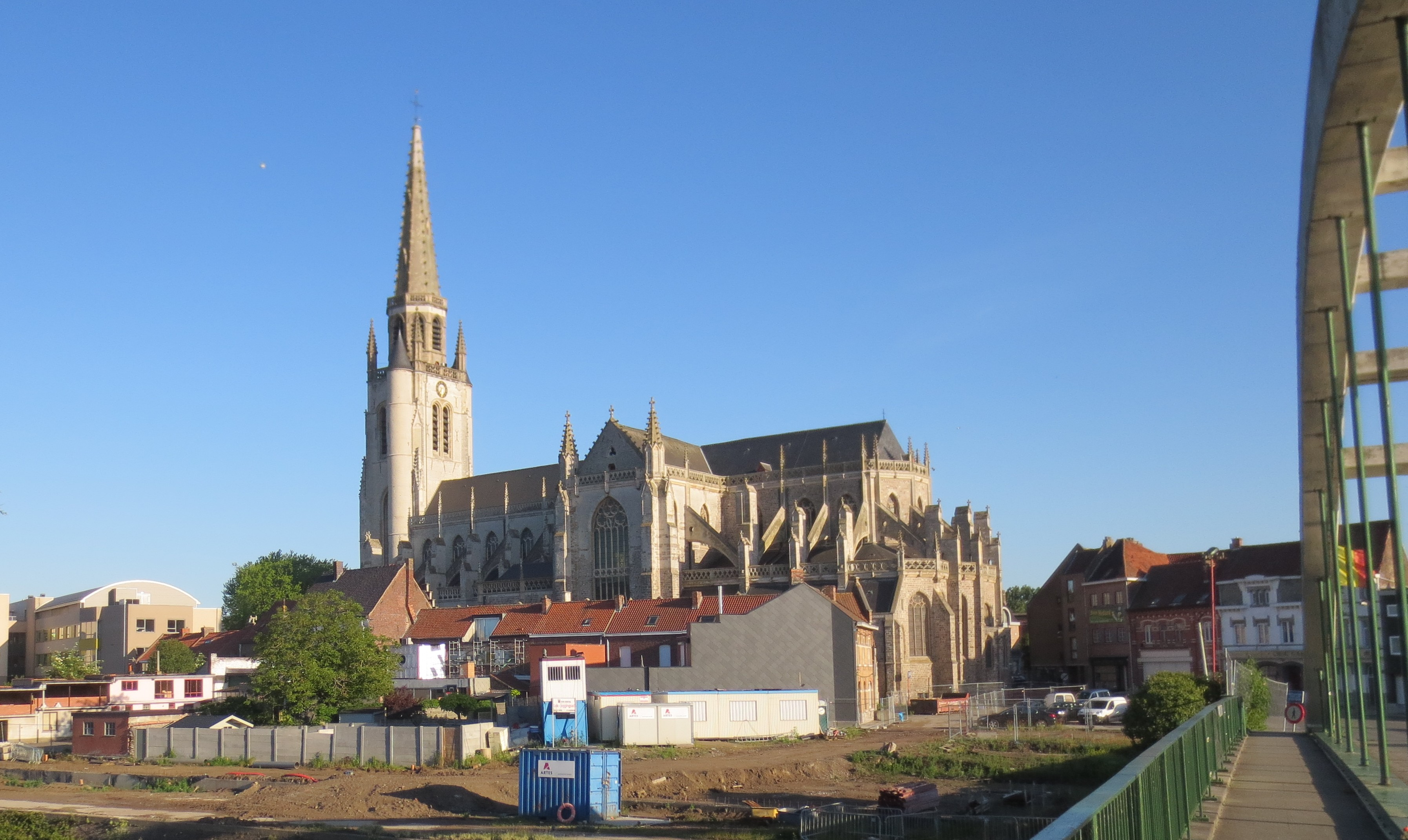
L'église.
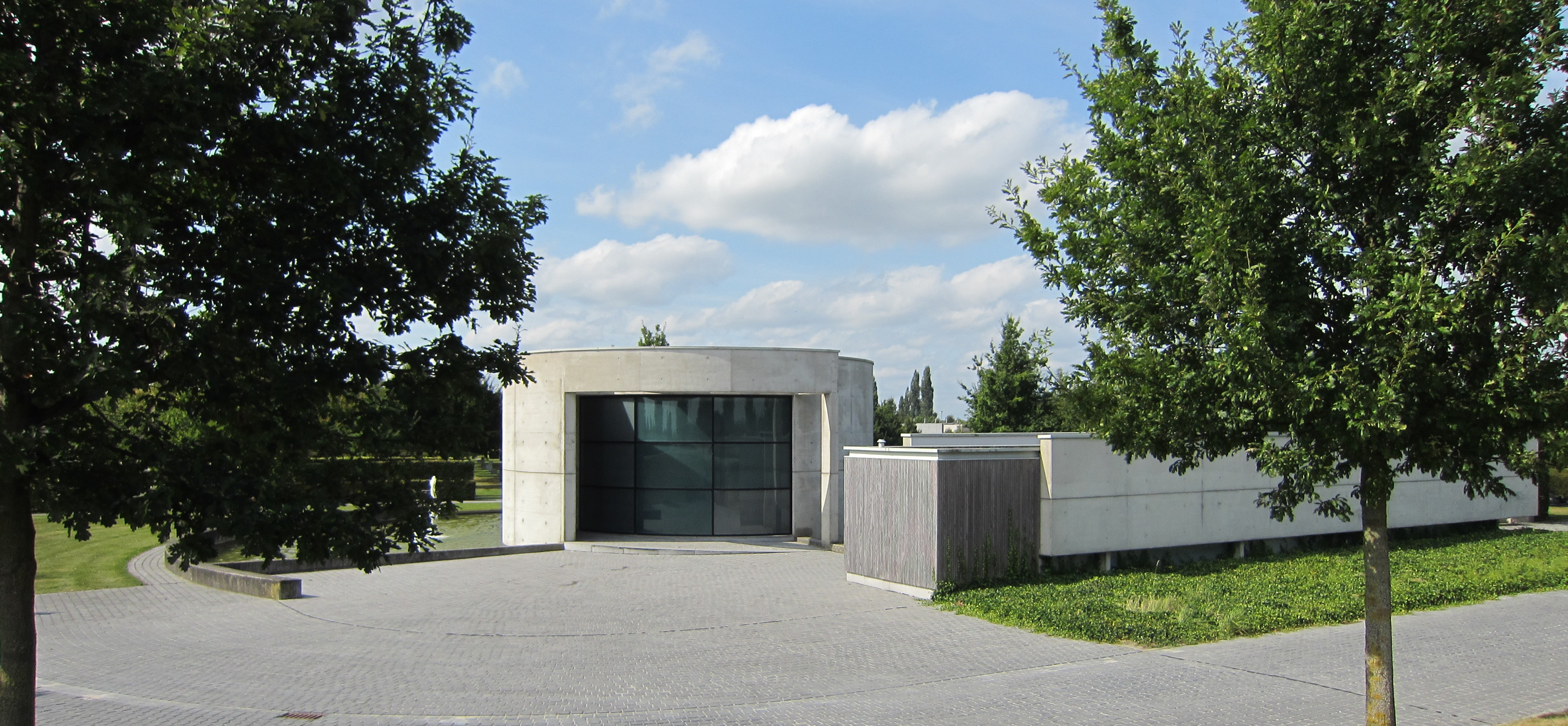
Le cimetière.
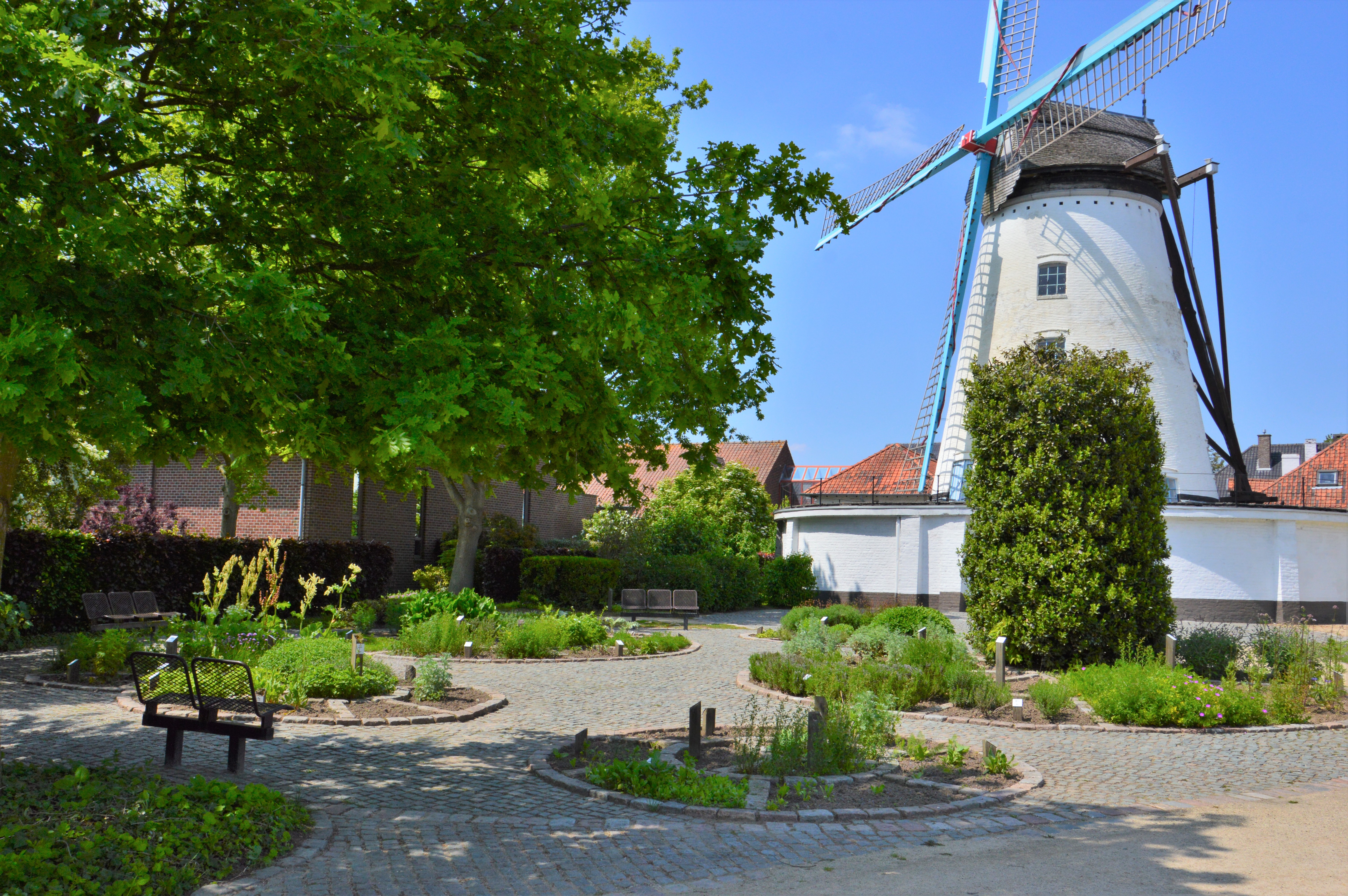
Parc et Briekenmolen
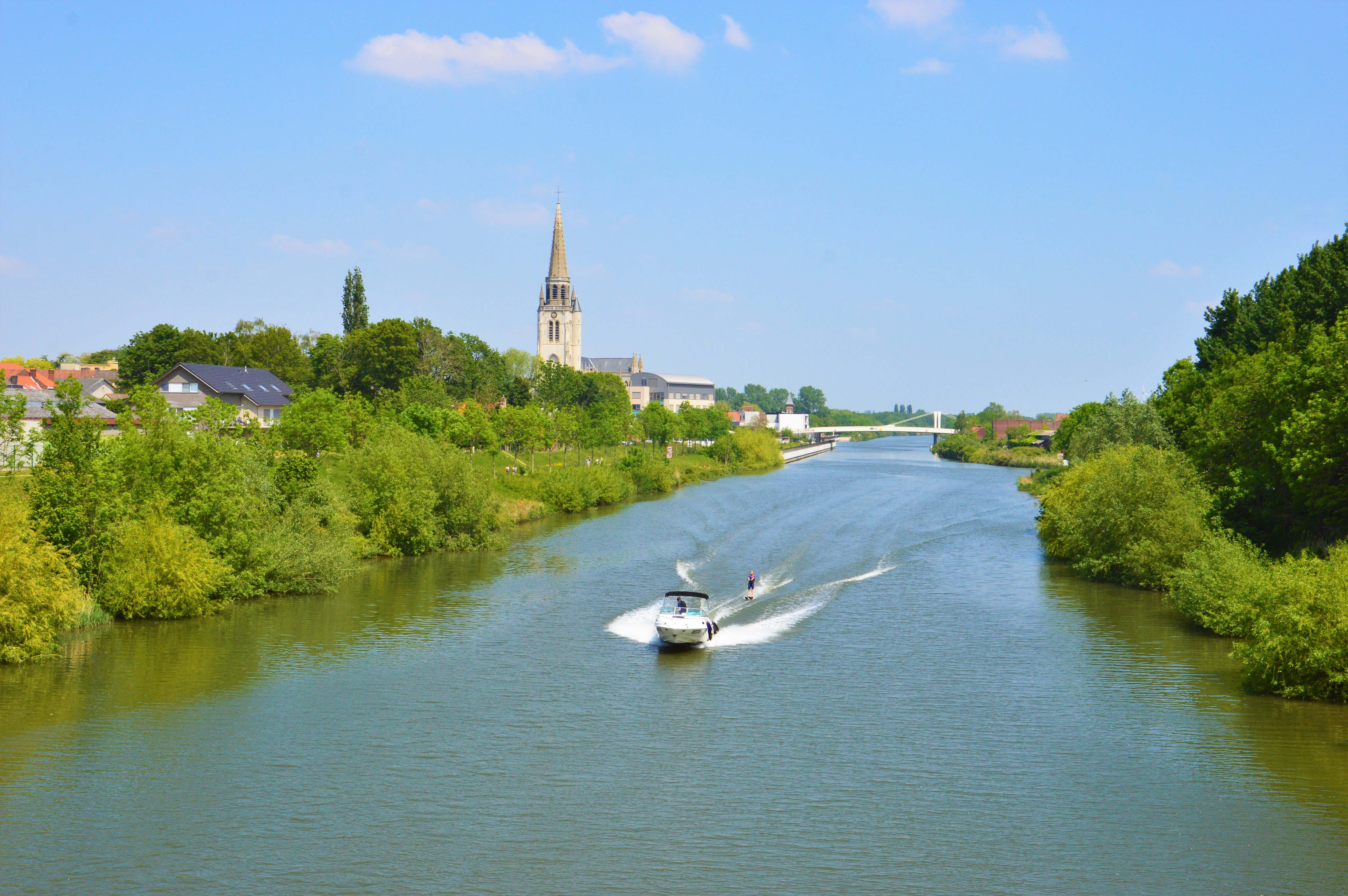
Wervik, la lys. À l'arrière plan, l'église. Vue depuis le pont menant au balloken